# 정칙 국소환
가환대수학에서 정칙 국소환(正則局所環, 영어: regular local ring)은 극대 아이디얼의 최소 생성원 집합의 크기가 크룰 차원과 같은 뇌터 국소환이다.

## 정의
가환 뇌터 국소환 {\displaystyle (R,{\mathfrak {m}},K)}에 대하여, 다음 두 성질들은 서로 동치이며, 이를 만족시키는 가환 뇌터 국소환을 정칙 국소환이라고 한다. (여기서 {\displaystyle {\mathfrak {m}}}은 {\displaystyle R}의 유일한 극대 아이디얼이며, {\displaystyle K=R/{\mathfrak {m}}}은 그 잉여류체이다.)
- 극대 아이디얼을 생성하는 매개계가 존재한다. 즉, 극대 아이디얼 {\displaystyle {\mathfrak {m}}}은 {\displaystyle \dim R}개의 원소들로 생성된다 ({\displaystyle \dim R}는 크룰 차원).
  - 크룰 높이 정리에 따라, 임의의 뇌터 환의 극대 아이디얼에 대하여, {\displaystyle {\mathfrak {m}}}은 최소한 {\displaystyle \dim R}개 이상의 원소로 생성된다. 즉, 이 조건은 크룰 높이 정리에 따른 하한이 포화된다는 것이다.
- {\displaystyle \dim _{K}{\mathfrak {m}}/{\mathfrak {m}}^{2}=\dim R}이다. 여기서 {\displaystyle \dim _{K}}는 {\displaystyle K}-벡터 공간의 차원이다.
  - {\displaystyle {\mathfrak {m}}/{\mathfrak {m}}^{2}}는 {\displaystyle \operatorname {Spec} R}의 유일한 닫힌 점 {\displaystyle {\mathfrak {m}}}에서의 자리스키 공변접공간이다. 즉, 이 조건은 자리스키 (공변)접공간의 차원이 아핀 스킴 {\displaystyle \operatorname {Spec} R} 자체의 (크룰) 차원과 같다는 것이다.
- {\displaystyle R} 위의 모든 가군들의 사영 차원은 상계를 갖는다.
{\displaystyle \sup\{\operatorname {pd} M\colon M\in \operatorname {Mod} _{R}\}<\infty }
- {\displaystyle R} 위의 모든 가군들의 사영 차원은 {\displaystyle \dim R} 이하이다.
{\displaystyle \sup\{\operatorname {pd} M\colon M\in \operatorname {Mod} _{R}\}\leq \dim R}

정칙 스킴은 모든 국소환이 정칙 국소환인 스킴이다. 정칙환(正則環, 영어: regular ring) {\displaystyle R}는 아핀 스킴 {\displaystyle \operatorname {Spec} R}가 정칙 스킴인 가환환이다. 즉, 모든 소 아이디얼에서의 국소화가 정칙 국소환인 가환환이다.

## 성질
체를 포함하는 정칙 국소환 {\displaystyle R}는 스스로의 분수체에 대한 형식적 멱급수환이다. 즉,
{\displaystyle R\cong \operatorname {Frac} (R)[[x_{1},\dots ,x_{\dim R}]]}
이다.

### 연산에 대한 닫힘
정칙 국소환의 모든 국소화 및 완비화 역시 정칙국소환이다.
국소 가환환이 정칙 국소 가환환일 필요 충분 조건은 그 (극대 아이디얼에서의) 완비화가 정칙 국소 가환환인 것이다.

### 함의 관계
다음과 같은 함의 관계가 성립한다.
|    |   | 이산 값매김환       |   |                 |   |                    |   |                  |
|    |   | ∩                   |   |                 |   |                    |   |                  |
| 체 | ⊂ | 정칙 국소환         | ⊂ | 고런스틴 국소환 | ⊂ | 코언-매콜리 국소환 | ⊂ | 뇌터 국소 가환환 |
|    |   | ∩                   |   |                 |   |                    |   |                  |
|    |   | 유일 인수 분해 정역 |   |                 |   |                    |   |                  |

모든 정칙 국소환은 유일 인수 분해 정역이라는 사실은 오슬랜더-북스바움 정리(영어: Auslander–Buchsbaum theorem)라고 한다.
또한, 다음이 성립한다. 정칙 국소환 {\displaystyle R}에 대하여, 다음 두 조건이 동치이다.
- {\displaystyle R}는 체이다.
- {\displaystyle \dim R=0}이다.

(체는 크룰 차원이 0이며, 체에서는 영 아이디얼이 극대 아이디얼이다.)
정칙 국소환 {\displaystyle R}에 대하여, 다음 두 조건이 동치이다.
- {\displaystyle R}는 이산 값매김환이다.
- {\displaystyle \dim R=1}이다.

## 분류
정칙 국소환은 국소화를 가하여 완비 국소환으로 만들 수 있다. 이 가운데 뇌터 가환환인 것은 구조 정리가 알려져 있다.

## 예
소수 {\displaystyle p}에 대한 p진 정수환 {\displaystyle \mathbb {Z} _{p}}은 이산 값매김환이므로 정칙 국소환이다. 이는 체를 포함하지 않는 정칙 국소환의 예이다.
국소환 {\displaystyle R}에 대한, {\displaystyle n}개의 변수에 대한 형식적 멱급수환 {\displaystyle R[\![x_{1},\dots ,x_{n}]\!]}은 정칙 국소환이다. 특히, 체 {\displaystyle K}에 대한 형식적 멱급수환 {\displaystyle K[\![x_{1},\dots ,x_{n}]\!]}은 {\displaystyle n}차원의 정칙 국소환이다.

### 정칙 국소환이 아닌 국소환
체 {\displaystyle K}에 대하여 국소 가환환 {\displaystyle K[x]/(x^{2})}를 생각하자. 그 크룰 차원은 0차원이지만, 그 극대 아이디얼 {\displaystyle (x)}은 영 아이디얼이 아니며, 하나의 원소로 생성된다. 따라서 이는 정칙 국소환이 아니다.
호몰로지 대수학적으로, {\displaystyle K[x]/(x^{2})}는 다음과 같은 무한 분해를 갖는다.
{\displaystyle \dotsm {\xrightarrow {\cdot x}}{\frac {K[x]}{(x^{2})}}{\xrightarrow {\cdot x}}{\frac {K[x]}{(x^{2})}}{\xrightarrow {\cdot x}}{\frac {K[x]}{(x^{2})}}\to K\to 0}
따라서 그 가군의 사영 차원은 무한히 클 수 있으며, 상계를 갖지 못한다.
대수기하학적으로, {\displaystyle K[x]/(x^{2})}는 아핀 직선 {\displaystyle \mathbb {A} _{K}^{1}=\operatorname {Spec} K[x]} 속의 원점 {\displaystyle \operatorname {Spec} (K[x]/(x))\hookrightarrow \operatorname {Spec} K[x]}의 ‘무한소 근방’에 해당한다. 따라서 이는 기하학적으로 특이점을 이룬다. 이는 사실 

## 응용
대수기하학에서, 완전체에 대한 대수다양체 {\displaystyle V}가 {\displaystyle x\in V}에서 비특이인 필요 충분 조건은 싹의 국소환 {\displaystyle {\mathcal {O}}_{V,x}}가 정칙 국소환인 것이다. ‘정칙 국소환’이라는 이름은 이 성질에서 유래하였다. 이를 사용하여, 정칙성을 일반적인 스킴에 대하여 정의할 수 있다. 정칙 스킴(영어: regular scheme)은 정칙환의 스펙트럼으로 덮을 수 있는 스킴이다.
대수적으로 닫힌 체 {\displaystyle K}에 대한 아핀 대수다양체 {\displaystyle V\subset K^{n}} 속의 (닫힌) 점 {\displaystyle x\in V}에 대하여, 다음 두 조건이 동치이다.
- 국소환 {\displaystyle {\mathcal {O}}_{V,x}}가 정칙국소환이다.
- {\displaystyle V}가 다항식들 {\displaystyle f_{1},\dots ,f_{m}\in K[x_{1},\dots ,x_{n}]}의 영점들의 교집합이라고 하자. 그렇다면, {\displaystyle x\in K^{n}}에서의 {\displaystyle m\times n} 야코비 행렬 {\displaystyle (\partial f_{i}/\partial x^{j})|_{x}}의 계수가 {\displaystyle n-\dim V}이다.

즉, 대수적으로 닫힌 체에 대한 대수다양체의 경우 이 조건은 고전적인 비특이점의 개념과 일치함을 알 수 있다.

## 역사
정칙 국소환의 개념은 볼프강 크룰이 1937년에 도입하였다.